# Bartłomiej Pawłowski
Bartłomiej Pawłowski (* 13. listopadu 1992, Zgierz, Polsko) je polský fotbalový útočník a mládežnický reprezentant, který v současné době hostuje ve polském klubu Zawisza Bydgoszcz z Lechie Gdańsk.

## Klubová kariéra
V Polsku hrál za kluby Jagiellonia Białystok (zde zahájil profesionální kariéru), GKS Katowice (hostování), Jarota Jarocin (hostování), Warta Poznań (hostování) a Widzew Łódź (hostování a poté přestup).
Před sezónou 2013/14 byl zapůjčen na hostování do španělského celku Málaga CF, kde debutoval 25. srpna 2013 v domácím utkání druhého kola Primera División proti FC Barcelona (prohra 0:1). První gól vstřelil v sedmém ligovém kole 27. září 2013 proti domácímu Realu Valladolid, šel na hřiště v 72. minutě za stavu 1:2 a o čtyři minuty později skóroval a zajistil tak Málaze bod za konečnou remízu 2:2.

## Reprezentační kariéra
Pawłowski hrál za polské mládežnické reprezentační výběry U19 a U21.